# May Township (comté de Platte, Missouri)
May Township est un ancien township, situé dans le comté de Platte, dans le Missouri, aux États-Unis,.
Le township est baptisé en référence à B. L. May, un médecin local.

### Source de la traduction
- (en) Cet article est partiellement ou en totalité issu de l’article de Wikipédia en anglais intitulé « May Township, Platte County, Missouri » (voir la liste des auteurs).